# Geoquímica d'isòtops
La geoquímica d'isòtops és un aspecte de la geologia basat en l'estudi de les variacions naturals en l'abundància relativa d'isòtops de diversos elements. Les variacions en l'abundància isotòpica es mesuren espectrometria de masses de proporcions d'isòtops, i poden revelar informació sobre les edats i els orígens de les roques, l'aire o els cossos d'aigua, o els processos de barreja entre ells.
La geoquímica d'isòtops estables s'ocupa en gran manera de les variacions isotòpiques derivades del fraccionament d'isòtops depenent de la massa, mentre que la geoquímica d'isòtops radiogènics es preocupa dels productes de la radioactivitat natural.

## Geoquímica d'isòtops estables
Per a la majoria dels isòtops estables, la magnitud del fraccionament a partir del fraccionament cinètic i d'equilibri és molt petita; per aquest motiu, els enriquiments s'acostumen a informar en «per mil» (‰, parts per mil). Aquests enriquiments (δ) representen la proporció d'isòtop pesat a isòtop lleuger de la mostra sobre la proporció d'un estàndard. Això és, per exemple,
{\displaystyle \delta {\ce {^{13}C}}=\left({\frac {\left({\frac {{\ce {^{13}C}}}{{\ce {^{12}C}}}}\right)_{mostra}}{\left({\frac {{\ce {^{13}C}}}{{\ce {^{12}C}}}}\right)_{estandard}}}-1\right)\times 1000} ‰

### Carboni
El carboni té dos isòtops estables, 12C i 13C, i un isòtop radioactiu, 14C.
La proporció d'isòtops estables de carboni, δ13C, es mesura amb el belemnit de Vienna Pee Dee (VPDB). Els isòtops estables del carboni es fraccionen principalment per la fotosíntesi. La relació 13C/12C també és un indicador del paleoclima; un canvi en la proporció en les restes de plantes indica un canvi en la quantitat d'activitat fotosintètica i, per tant, en el favorable que era el medi ambient per a les plantes. Durant la fotosíntesi, els organismes que utilitzen la via C3 mostren diferents enriquiments en comparació amb els que utilitzen la via C4, cosa que permet als científics no només distingir la matèria orgànica del carboni abiòtic, sinó també quin tipus de via fotosintètica utilitzava la matèria orgànica. Els màxims ocasionals en la relació global 13C/12C també han estat útils com a marcadors estratigràfics per a la quimiostratigrafia, especialment durant el Paleozoic. La relació 14C s'ha utilitzat per fer un seguiment de la circulació oceànica, entre altres coses.

### Nitrogen
El nitrogen té dos isòtops estables, 14N i 15N. La relació entre aquests es mesura en relació amb el nitrogen de l'aire ambiental. Les proporcions de nitrogen sovint estan relacionades amb les activitats agrícoles. Les dades d'isòtops de nitrogen també s'han utilitzat per mesurar la quantitat d'intercanvi d'aire entre l'estratosfera i la troposfera utilitzant dades del gas amb efecte d'hivernacle N₂O.

### Oxigen
L'oxigen té tres isòtops estables, 16O, 17O i 18O. Les proporcions d'oxigen es mesuren en relació amb l'aigua oceànica mitjana estàndard de Viena (Vienna Standard Mean Ocean Water, VSMOW) o el belemnit de Vienna Pee Dee (VPDB). Les variacions en les proporcions d'isòtops d'oxigen s'utilitzen per rastrejar tant el moviment de l'aigua, el paleoclima com els gasos atmosfèrics (com l'ozó i el diòxid de carboni). Normalment, la referència d'oxigen VPDB s'utilitza per al paleoclima, mentre que VSMOW s'utilitza per a la majoria d'altres aplicacions. Els isòtops d'oxigen apareixen en proporcions anòmales a l'ozó atmosfèric, com a resultat d'un fraccionament independent de la massa. Les proporcions d'isòtops en foraminífers fossilitzats s'han utilitzat per deduir la temperatura dels mars antics.

### Sofre
El sofre té quatre isòtops estables, amb les següents abundàncies: ³²S (0,9502), 33S (0,0075), 34S (0,0421) i 36S (0,0002). Aquestes abundàncies es comparen amb les que es troben a la troilita de Cañon Diablo. Les variacions en les proporcions d'isòtops de sofre s'utilitzen per estudiar l'origen del sofre en un mineral i la temperatura de formació dels minerals que contenen sofre, així com una biosignatura que pot revelar la presència de microbis reductors de sofre.

## Geoquímica d'isòtops radiogènics
Els isòtops radiogènics proporcionen potents traçadors per estudiar les edats i els orígens dels sistemes terrestres. Són especialment útils per entendre els processos de barreja entre diferents components, perquè les proporcions d'isòtops radiogènics (pesats) no solen ser fraccionades per processos químics.
Els traçadors d'isòtops radiogènics són més potents quan s'utilitzen juntament amb altres traçadors; com més traçadors s'utilitzen, més control hi ha sobre els processos de mescla. Un exemple d'aquesta aplicació és l'evolució de l'escorça terrestre i el mantell terrestre a través del temps geològic.

### Plom-plom
El plom té quatre isòtops estables: 204Pb, 206Pb, 207Pb, i 208Pb.
El plom es crea a la Terra mitjançant la desintegració dels elements actínids, principalment l'urani i el tori.
La geoquímica d'isòtops de plom és útil per proporcionar dates isotòpiques en una varietat de materials. Com que els isòtops de plom es creen per la desintegració de diferents elements transurànics, les proporcions dels quatre isòtops de plom entre si poden ser molt útils per rastrejar la font de la fusió de les roques ígnies, la font dels sediments i fins i tot l'origen de les persones mitjançant empremtes dactilars isotòpiques de les seves dents, pell i ossos.
S'ha utilitzat per datar nuclis de gel de la plataforma àrtica i proporciona informació sobre la font de contaminació atmosfèrica per plom.
La datació plom-plom s'ha utilitzat amb èxit en la ciència forense amb les empremtes dactilars de les bales, perquè cada lot de munició té la seva peculiar relació 204Pb/206Pb vers 207Pb/208Pb.

### Samari-neodimi
El samari-neodimi és un sistema d'isòtops que es pot utilitzar per proporcionar una data, així com empremtes dactilars isotòpiques de materials geològics i diversos altres materials, incloses les troballes arqueològiques (olles, ceràmica,...).
147Sm decau per produir 143Nd amb una semivida d'1,06x1011 anys.
La datació s'aconsegueix normalment intentant produir una isòcrona de diversos minerals dins d'un exemplar de roca. Es determina la relació inicial 143Nd/144Nd.
Aquesta relació inicial es modela amb relació a CHUR (Chondritic Uniform Reservoir, dipòsit uniforme condrític), que és una aproximació del material condrític que va formar el sistema solar. CHUR es va determinar mitjançant l'anàlisi de meteorits de condrites i acondrites.
La diferència en la proporció de la mostra relativa a CHUR pot donar informació sobre una edat model d'extracció del mantell (per a la qual s'ha calculat una evolució suposada en relació amb CHUR) i sobre si aquesta es va extreure d'una font granítica (esgotada en Nd radiogènics), del mantell o d'una font enriquida.

### Reni-osmi
El reni i l'osmi són elements sideròfils que estan presents en abundància molt baixa a l'escorça terrestre. El reni experimenta una desintegració radioactiva per produir osmi. La proporció d'osmi no radiogènic a osmi radiogènic al llarg del temps varia.
El reni prefereix entrar en sulfurs més fàcilment que l'osmi. Per tant, durant la fusió del mantell, el reni s'elimina i evita que la relació osmi-osmi canviï de manera apreciable. Això bloqueja una proporció inicial d'osmi de la mostra en el moment de l'esdeveniment de fusió. Les proporcions inicials osmi-osmi s'utilitzen per determinar la característica de la font i l'edat dels esdeveniments de fusió del mantell.

## Geoquímica d'isòtops de gasos nobles
Les variacions isotòpiques naturals entre els gasos nobles resulten de processos de producció tant radiogènics com nucleogènics. A causa de les seves propietats úniques, és útil distingir-los dels sistemes isòtops radiogènics convencionals descrits anteriorment.

### Heli
El ³He va quedar atrapat al planeta quan es va formar. Una part de ³He s'està afegint per pols meteòrica, que s'acumula principalment al fons dels oceans (tot i que a causa de la subducció, totes les plaques tectòniques oceàniques són més joves que les plaques continentals). Tanmateix, el ³He es desgasificarà del sediment oceànic durant la subducció, de manera que el ³He cosmogènic no afecta la concentració o les proporcions de gas noble del mantell terrestre.
El ³He es crea pel bombardeig de raigs còsmics i per reaccions d'espal·lació de liti que generalment es produeixen a l'escorça terrestre. L'espal·lació de liti és el procés pel qual un neutró d'alta energia bombardeja un àtom de liti, creant un ió ³He i un 4He. Això requereix una gran quantitat de liti per afectar negativament la relació ³He/4He.
Tot l'heli desgasificat es perd finalment a l'espai, a causa de la velocitat mitjana de l'heli que supera la velocitat d'escapament de la Terra. Per tant, s'assumeix que el contingut d'heli i les proporcions de l'atmosfera terrestre s'han mantingut essencialment estables.
S'ha observat que el ³He està present en les emissions de volcans i mostres de dorsals oceàniques. S'està investigant com s'emmagatzema ³He al planeta, però s'associa amb el mantell i s'utilitza com a marcador de material d'origen profund.
A causa de les similituds de l'heli i el carboni en la química del magma, la desgasificació de l'heli requereix la pèrdua de components volàtils (aigua, diòxid de carboni) del mantell, que es produeix a profunditats inferiors a 60 km. Tanmateix, el ³He es transporta a la superfície principalment atrapat a la xarxa cristal·lina dels minerals dins d'inclusions fluïdes.
el 4He es crea per producció radiogènica (per desintegració d'elements de la sèrie d'urani/tori). L'escorça continental s'ha enriquit amb aquests elements relatius al mantell i, per tant, es produeix més 4He a l'escorça que al mantell.
La proporció (R) de ³He a 4He s'utilitza sovint per representar el contingut de ³He. R normalment es dona com a múltiple de la relació atmosfèrica actual (Ra).
Valors comuns per a R/Ra:
- Escorça continental antiga: > 1
- Basalt de la dorsal oceànica (MORB): 7 - 9
- Roques de la dorsal: > 3,6 o < 9,1
- Roques del punt calent: 5 - 42
- Aigües oceàniques i terrestres: 1
- Aigua de formació sedimentària: > 1
- Aigua termal: 3 - 11

La química d'isòtops ³He/4He s'utilitza per datar les aigües subterrànies, estimar els cabals d'aigua subterrània, fer un seguiment de la contaminació de l'aigua i proporcionar informació sobre els processos hidrotermals, la geologia ígnia i la orogènesi.
- (U-Th)/He dating of apatite as a thermal history tool
- USGS: Helium Discharge at Mammoth Mountain Fumarole (MMF)

## Isòtops a les cadenes de desintegració dels actínids
Els isòtops de les cadenes de desintegració dels actínids són únics entre els isòtops radiogènics perquè són radiogènics i radioactius. Com que les seves abundàncies es comenten normalment com a ràtios d'activitat en lloc de ràtios atòmics, es consideren millor per separat dels altres sistemes d'isòtops radiogènics.

### Protoactini-tori –231Pa /230Th
L'urani està ben barrejat a l'oceà i la seva descomposició produeix 231Pa i 230Th amb una relació d'activitat constant (0,093). Els productes de descomposició s'eliminen ràpidament per adsorció sobre les partícules de sedimentació, però no a la mateixa velocitat. 231Pa té una residència equivalent al temps de residència d'aigües profundes a la conca atlàntica (al voltant de 1000 anys), però 230Th s'elimina més ràpidament (segles). La circulació termohalina exporta efectivament 231Pa de l'Atlàntic a l'oceà Austral, mentre que la major part del 230Th roman als sediments atlàntics. Com a resultat, hi ha una relació entre 231Pa/230Th en els sediments atlàntics i la velocitat de bolcada: un bolcada més ràpida produeix una menor proporció de sediments 231Pa/230Th, mentre que un bolcament més lent augmenta aquesta relació. Per tant, la combinació de δ13C i 231Pa/230Th pot proporcionar una visió més completa dels canvis de circulació passats.

## Isòtops antropogènics
El triti es va alliberar a l'atmosfera durant les proves atmosfèriques de bombes nuclears. La desintegració radioactiva del triti produeix el gas noble ³He. La comparació de la proporció de triti a ³He (³H/³He) permet estimar l'edat de les aigües subterrànies recents. Una petita quantitat de triti també es produeix de manera natural per l'espal·lació dels raigs còsmics i la fissió ternària espontània en l'urani i el tori naturals, però a causa de la vida mitjana relativament curta del triti i les quantitats relativament petites (en comparació amb les de fonts fetes per l'home) aquestes fonts de triti. El triti sol tenir només un paper secundari en l'anàlisi de les aigües subterrànies.
- USGS Tritium/Helium-3 Dating
- Hydrologic Isotope Tracers - Helium